# 前面道路
前面道路（ぜんめんどうろ）とは、建築物の敷地に接する道路のこと。
建築基準法内での定義が行われずに用いられている建築基準法内未定義用語であり、集団規定（建築基準法第3章）内の規定を適用する際に、この用語の示すところが問題になることが度々ある。
建築基準法第43条（敷地と道路との関係）第1項にて「建築物の敷地は道路・・・に2m以上接しなければならない。・・・（接道義務）」と規定されているが、2m以上接している必要があるものは”道路”であり、前面道路ではない。
同様に、建築基準法第56条第6項には「建築物の敷地が2以上の道路に接し、・・・」と記されており、接する必要があるものは”前面道路”ではなく”道路”である。
建築基準法施行令第131条の2（前面道路とみなす道路等）で「・・・その街区の接する道路を前面道路とみなす。」とあるころから、前面道路は敷地と接している必要はない。
また、敷地から前面道路を見た際、敷地側の境界線を「前面道路の境界線」、前面道路の境界線の向こう側の境界線を「前面道路の反対側の境界線」、という。
前面道路が一の場合、敷地の形状によらず、「前面道路の境界線」、「前面道路の反対側の境界線」も一である。